# Vera Šnajder
Vera Šnajder (née Popović; Reljevo, Sarajevo, 2 de fevereiro de 1904 – Sarajevo, 14 de fevereiro de 1976) foi uma matemática bósnia, conhecida por ser a primeira bósnia a publicar um trabalho de pesquisa matemática e a primeira decana na Iugoslávia.
Šnajder nasceu em 2 de fevereiro de 1904 em Reljevo, um dos bairros de Sarajevo; seu pai dirigia um seminário ortodoxo. Começou seus estudos universitários na Universidade de Belgrado em 1922, graduando-se em 1928. Assumiu uma posição como professora em um ginásio feminino em Sarajevo, e casou com Marcel Šnajder, um filósofo judeu que na época trabalhava na mesma escola.
De 1929 a 1932 viajou para Paris para trabalhos avançados em matemática. Foi nessa época que ela publicou seu artigo, o primeiro artigo de matemática escrito por um bósnio. Intitulado Sur l’extension de la méthode de Hele Shaw aux mouvements cycliques (The extension of Hele-Shaw's method to cyclic movements), a publicação apareceu no periódico Comptes rendus de l'Académie des Sciences em 1931, sob o nome V. Popovitch-Schneider, tratando de dinâmica dos fluidos.
Depois de voltar de Paris, Šnajder voltou a trabalhar como professora ginasial. Seu marido foi morto pelos nazistas em 1941. Quando a Universidade de Sarajevo foi fundada em 1949, Šnajder tornou-se membro do corpo docente. Lá, atuou pela primeira vez como decana em 1951. Morreu em 14 de fevereiro de 1976 em Sarajevo.